# Sarcosomataceae
Sarcosomataceae is een grote familie van de Pezizomycetes, behorend tot de orde van Pezizales. Het typegeslacht is Sarcosoma.

## Taxonomie
De familie Sarcosomataceae bestaat uit de volgende geslachten:
- Donadinia
- Galiella (bijvoorbeeld G. rufa)
- Korfiella
- Plectania
- Pseudoplectania
- Sarcosoma
- Selenaspora
- Urnula (bijvoorbeeld U. craterium)